# Bobrek (gromada w powiecie chrzanowskim)
Bobrek – dawna gromada, czyli najmniejsza jednostka podziału terytorialnego Polskiej Rzeczypospolitej Ludowej w latach 1954–1972.
Gromady, z gromadzkimi radami narodowymi (GRN) jako organami władzy najniższego stopnia na wsi, funkcjonowały od reformy reorganizującej administrację wiejską przeprowadzonej jesienią 1954 do momentu ich zniesienia z dniem 1 stycznia 1973, tym samym wypierając organizację gminną w latach 1954–1972.
Gromadę Bobrek z siedzibą GRN w Bobrku utworzono – jako jedną z 8759 gromad na obszarze Polski – w powiecie chrzanowskim w woj. krakowskim, na mocy uchwały nr 20/IV/54 WRN w Krakowie z dnia 6 października 1954. W skład jednostki weszły obszary dotychczasowych gromad Gromiec i Bobrek (bez przysiółka Nowopole) ze zniesionej gminy Chełmek w tymże powiecie. Dla gromady ustalono 23 członków gromadzkiej rady narodowej.
1 stycznia 1969 do gromady Bobrek przyłączono obszar miejscowości Gorzów w jej granicach katastralnych z nowo utworzonego miasta Chełmek.
Gromada przetrwała do końca 1972 roku, czyli do kolejnej reformy gminnej.